# Gustavo Simoni
Gustavo Simoni (Roma, 5 novembre 1845 – Palestrina, 10 maggio 1926) è stato un pittore italiano.

## Biografia
Era nato a Roma, in via Panisperna, da Antonio, un barbiere che originario di Pratica di mare e da Luisa Fabrizi di Magliano Sabina. Aveva un fratello minore, Scipione, che indirizzò alla pittura.
Studiò all'Accademia di San Luca. Scelse di seguire la innovativa strada segnata da Mariano Fortuny. A partire dal 1877 Gustavo Simoni viaggiò intensamente, recandosi in Francia, in Spagna, in particolare in Africa, dove soggiornò più volte in Algeria, in Tunisia e in Marocco. Si stabilì per molti anni nella antica città di Tlemcen, in Algeria, in una casa isolata, dove accoglieva amici che arrivavano da Roma. Ebbe rapporti con personaggi autorevoli del luogo. Accresciuta la fama fra collezionisti e intenditori, vinse la Medaglia d’Oro al Salon di Parigi del 1889 con il monumentale dipinto L’incendio di Persepoli e fu ancora premiato nel 1895, all'Esposizione di Belle Arti di Roma. Fra i suoi clienti, il Re Umberto I.
Nel 1882 durante un soggiorno in Algeria sposò Berta Vaquier, fece una luna di miele di tre anni, poi tornò a lavorare e nel 1887 espose un'opera in Inghilterra alla "The Manchester City Art Gallery" e a Monaco di Baviera dove due sue acquarelli Gioco della morra e Partenza per la mietitura sono definiti dalla Illustrazione italiana uno dei clou della sezione.
Partecipa al Salon del 1880, con Les convulsionnaires au Maroc, del 1881, Le rêve d'Hassan, del 1889, con Alexandre à Persepolis e alla mostra di Venezia del 1887.
Nel 1889 partecipa all'Esposizione Universale di Parigi ottenendo una menzione onorevole.
Nel 1891 espone alla mostra degli Acquarellisti, presentando quattro opere: Mercato a Sorrento, Il giuoco della morra, Le armi del vinto e Vendita di una schiava.
Divenuto membro dell'Accademia di San Luca, negli ultimi anni dell'Ottocento aprì uno studio a Roma in via di San Basilio 8, quindi a Parigi, ove frequentò gli esponenti principali del simbolismo, soddisfacendo le richieste per il genere orientalista ad acquarello e, su grandi formati, ad olio. Tornato a Roma, fondò una sua scuola di pittura orientalista. Si trasferì poi con il fratello Scipione, anch'egli pittore, in un nuovo studio in via San Martino, dove aveva recapito anche la sua allieva Maria Martinetti (1864-1921). 
Nel 1906 partecipa alla Esposizione di Milano con Mercato di tappeti arabi e Un elemosina al povero vecchietto, nel 1907 espone Gitana e Arabo in preghiera, alla mostra degli Acquarellisti, e Arco della mattonella e Arabo in preghiera alla mostra degli Amatori e Cultori di Belle Arti a Roma.
Abitava in un casale in via di Villa Patrizi, ristrutturato nel 1910 da suo genero, l'architetto ingegnere Francesco La Grassa. La casa-studio di Villa Patrizi, nota come Villino Simoni, fu uno dei rari e più originali esempi architettonici di "Arte Nuova" nella Capitale, luogo di numerosi ricevimenti che si svolgevano nel grande studio salone del piano terra e nel giardino accogliendo amici, conoscenti e i principali artisti di Roma. Negli anni successivi Gustavo Simoni fu ospite per molti mesi durante la bella stagione dei Principi Barberini, in un'ala della loro villa di campagna a Palestrina ove aveva un altro studio di pittura. Il resto dell'anno dipingeva insieme ai suoi allievi in una sua villa ad Anzio con le finestre che si affacciavano sul mare.
Fra i dipinti, uno dei più noti è Carovana in riposo nel deserto (1885) che raffigura viaggiatori berberi, in un bivacco velato di polveri. 
Ebbe cinque figli, tre pittori come lui: Paolo Antoine acquerellista, disperso durante la guerra d'Algeria; Ettore, trasferitosi negli Stati Uniti; Mario, dedito alla pittura a olio per lo più di singolari e metafisiche nature morte.
Gustavo Simoni fu un pittore orientalista attento ai minuti particolari, sapeva cogliere come pochi altri i fremiti di un ambiente, fissare il ricordo di un istante. Ha dipinto all'acquerello scene di genere a Palestrina e a Sorrento, con profusione di personaggi, resi con grande vivacità, ma a tinte delicate. Attratto anche dai temi storici, ha creato fantasiose e improbabili ricostruzioni di scene, ambientate nell'antica Roma o nel Seicento. Entrò nel gruppo dei dieci fondatori dell'Associazione degli Acquarellisti romani, facendo parte del Comitato Direttivo ed espose i suoi acquarelli alle mostre organizzate dall'Associazione.
Ha oggi maggiore notorietà in Inghilterra che in Italia.
Le sue opere sono esposte presso musei di arte moderna in molte città, fra le quali Roma, Vicenza, Glasgow, Lipsia, Melbourne e New York. Tra i suoi allievi ricordiamo Filiberto Sbardella.

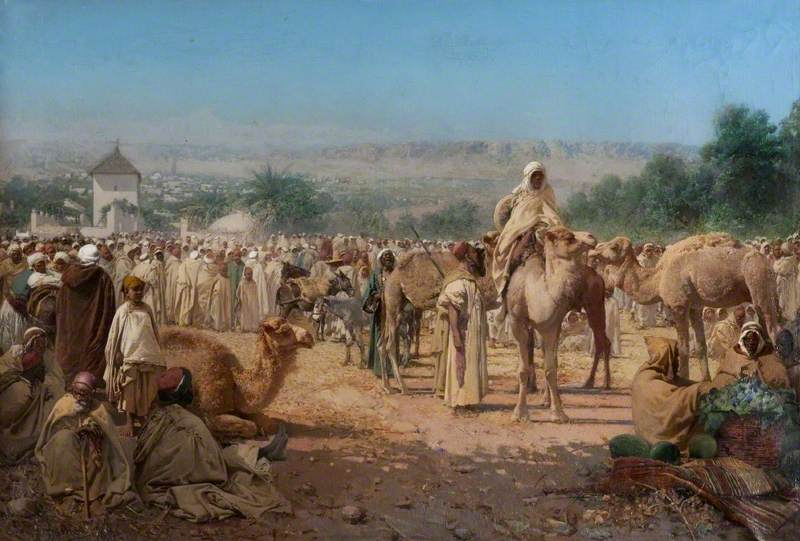
Festa orientale

### Opere in musei
- Festa orientale, olio, 1883, Kelvingrove Art Gallery and Museum di Glasgow

### Altre opere
- L'Africana, 1866
- Lo studio di un pittore, 1870
- Crocefisso, 1870
- L'attesa, Paris 1878, Acquarello su carta, cm 37X27
- Mercato a Tlemcen in Algeria, olio, 1882
- Venditore di tappeti, acquarello, 1887
- Scena di un mercato in Tlemcen, Algeria, c. 1883, olio su tavola, 60 x 87
- Serenata araba, acquarello, 1889
- Menestrelli, acquarello,  1890
- Giocatori di morra, acquarello, 1894, acquarello 80 x 117
- Venditore di armi, 1892, acquarello, 102 x 66 cm

- La carovana, acquarello, 1894
- Ricordo di Tlemcen, 1895

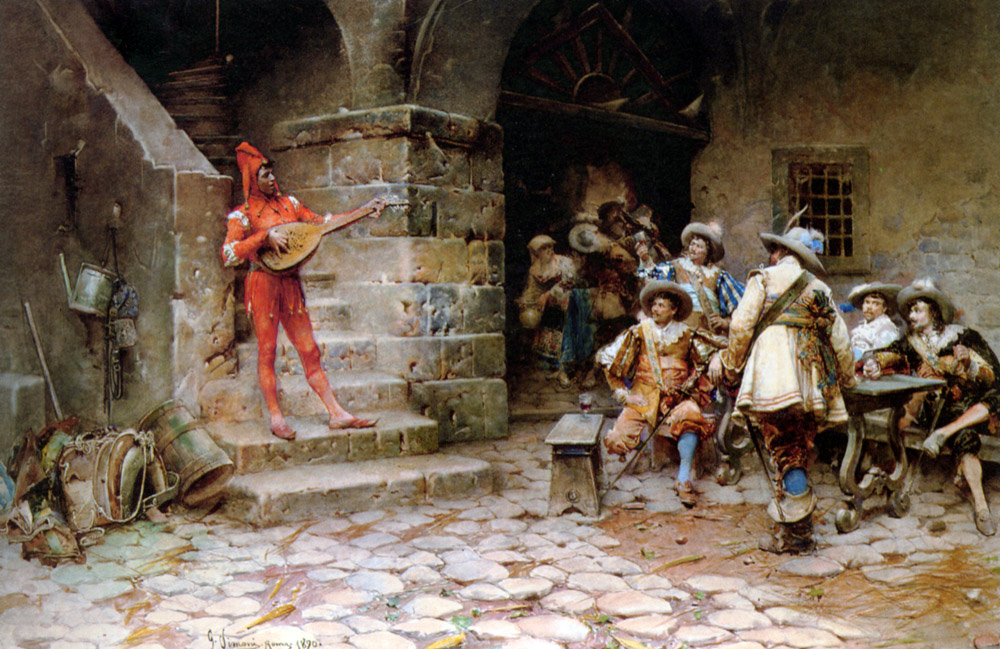
Menestrello

- Veduta di Tlemcen, acquerello su cartoncino, cm 20,7 x 30, firmato, dedicato : Al mio Caro Amico Avv Ettore Lacchini, 1895
- Il mercante d'armi, acquarello, 1898
- La suonatrice di mandolino, 1898
- Mercato a Sorrento, acquarello, 1901
- Il gioco, acquarello, 1902
- Vendiore di tappeti in un souk, 1902
- Cavalieri arabi, acquarello, 1904
- Strada di Biskra in Algeria, olio
- Due negri, olio, s.d.
- Veduta dell'Alhambra, olio su tela, s.d.
- Via del Colonnaro a Palestrina
- Vino Padronale, olio su tavola 21x12,5 cm